# Figure (saggio)
Figure (titolo originale Figures) è un'opera in tre volumi di Gérard Genette, pubblicata tra il 1966 e il 1972, considerata testo fondante della narratologia. Tratta lo studio delle strutture narrative.

## Una ricerca continua
Dopo i primi tre volumi, lo stesso titolo è stato dato a due successive raccolte, tutte pubblicate presso le Éditions du Seuil, secondo l'elenco:
- Figures, 1966 ISBN 978-2-02-001933-0 ISBN 978-2-02-004417-2
  - trad. Franca Madonia, Figure. Retorica e strutturalismo, Torino: Einaudi, 1969 ISBN 978-88-06-11404-6
- Figures II, 1969 ISBN 978-2-02-001947-7 ISBN 978-2-02-005323-5
  - trad. Franca Madonia, Figure II. La parola letteraria, Torino: Einaudi, 1972 ISBN 978-88-06-58719-2
- Figures III, 1972 ISBN 978-2-02-002039-8
  - trad. Lina Zecchi, Figure III. Discorso del racconto, Torino: Einaudi, 1976 ISBN 978-88-06-59246-2 ISBN 978-88-06-18257-1
- Figures IV, 1999 ISBN 978-2-02-034544-6
- Figures V, 2002 ISBN 978-2-02-050565-9

## Voce
Quattro sono le figure della voce narrante definite e descritte da Genette: il tempo della narrazione, la persona, i livelli narrativi e le funzioni extranarrative del narratore.

### Tempo della narrazione
Il rapporto tra tempo della storia (il momento in cui si suppone che avvengano i fatti) e tempo della narrazione (il momento in cui vengono raccontati) può essere di quattro tipi. La narrazione può infatti essere: 
1. ulteriore, quando narra qualcosa che è già successo; in questo caso il tempo della narrazione è posteriore al tempo della storia;
2. anteriore, come nel caso di profezie o predizioni; il tempo della narrazione è anteriore a quello della storia;
3. simultanea, come in una radiocronaca; il tempo della narrazione è simultaneo al tempo della storia;
4. intercalata, come nel caso di un diario; il tempo della narrazione è intercalato a quello della storia.

### Persona
Quanto alla persona del narratore secondo Genette l'unica distinzione essenziale è che il narratore prenda parte o no come personaggio ai fatti narrati. Di conseguenza il narratore può essere eterodiegetico o omodiegetico. Il narratore eterodiegetico (quello tradizionalmente definito "narratore in terza persona") è esterno alla storia narrata. Il narratore omodiegetico (quello tradizionalmente detto "narratore in prima persona") è invece parte della storia, testimone degli avvenimenti. Nel caso in cui sia protagonista è detto autodiegetico.

### Livelli narrativi
Il personaggio di una storia può diventare narratore raccontando un'altra storia, all'interno di questa un altro personaggio ne può narrare a sua volta un'altra. Alla storia di primo livello, o racconto primo, si aggiunge così una storia di secondo livello e poi una di terzo. Il concatenamento tra la storia di primo livello e la storia di secondo livello è detto metadiegesi, tra il secondo e il terzo metametadiegesi, e così via. Il rapporto tra i vari livelli può essere esplicativo, una spiegazione di un qualsiasi incidente del racconto primo, o tematico, il racconto di secondo livello suggerisce un'analogia o un'opposizione con la storia di  primo livello. Altrimenti può trattarsi di una narrazione distrattiva o ostruttiva, volta a distrarre un personaggio o ad ostacolarlo. A volte il narratore del racconto di primo livello non cede la parola al personaggio, ma ne presenta quel che deve intendersi come racconto di quest'ultimo con parole proprie: in questo caso si parla di metadiegesi ridotta o pseudodiegesi.

### Funzioni extranarrative
Si intendono per funzioni extranarrative quelle esercitate dal narratore in tutti quei segmenti del testo nei quali la storia resta ferma al punto in cui è arrivata. Esse sono sette: la funzione di regia, la funzione comunicativa (conativa o fàtica), la funzione testimoniale, la metadiegetica, la metanarrativa, la narrativa e la funzione ideologica o interpretativa.
Si parla di funzione di regia per quei segmenti di testo in cui il narratore spiega come sta organizzando il racconto, è un metadiscorso.
La funzione comunicativa ha il fine di attirare l'attenzione del lettore. Può essere conativa, nel caso in cui il lettore venga spinto a fare qualcosa, o fàtica, quando non si introducono concetti nuovi ma si verifica il contatto con parole riempitive.
La funzione testimoniale è quella usata dal narratore quando vuole che la sua posizione rispetto a ciò che sta accadendo sia chiara. Descrive il suo stato d'animo di fronte all'accaduto. Inoltre vuole che le sue informazioni possano essere considerate attendibili, e quindi ne riporta la fonte perché quello che sta dicendo possa godere di maggiore credibilità. Nella funzione metadiegetica il narratore dice di cosa parlerà, in quella metanarrativa, come ne parlerà.

L'ultima funzione compare inevitabilmente in qualsiasi testo. La funzione ideologica o interpretativa è il modo con cui il narratore orienta l'atteggiamento che vuole il lettore abbia riguardo alla storia narrata. È un giudizio che il lettore è invitato a condividere e può presentarsi sotto forma di commento esplicito ai fatti narrati oppure, e forse più spesso, attraverso la disseminazione di segni coerenti nell'intero testo.

## Modo
Il modo riguarda i gradi dell'informazione narrativa. Si può vedere qualcosa da una diversa prospettiva (punto di vista) e da una maggiore o minore distanza. La distanza è necessariamente presente nel rapporto con un oggetto, la prospettiva invece è facoltativa. Per prospettiva Genette intende un punto di vista restrittivo, ovvero focalizzato su un certo personaggio.

### Prospettiva
Per prospettiva Genette intende un punto di vista restrittivo, ovvero focalizzato su un certo personaggio. La focalizzazione è di grado zero, cioè a dire non sussiste, quando il narratore (eterodiegetico), “onnisciente”, non si pone alcuna limitazione durante la narrazione. Sa più di qualsiasi personaggio, ne conosce anche i più reconditi pensieri. È interna quando presenta il racconto dalla prospettiva di un dato personaggio, cioè a dire il narratore restringe la messa a fuoco identificandola con le capacità di percezione del personaggio. Il narratore si autolimita raccontando solo ciò che il personaggio sta percependo. Tale tipo di focalizzazione può essere fissa, mantenendosi sempre sullo stesso personaggio, variabile, ovvero è attivata solo in alcune parti del racconto, o multipla, nel caso in cui si vogliano dare versioni divergenti dell'accaduto secondo la prospettiva di vari personaggi. Se il narratore è autodiegetico la focalizzazione è di necessità interna.
La focalizzazione esterna prevede che il narratore si confini in una posizione spettatoriale, narrando solo quello che cade sotto I suoi sensi. In questo caso il narratore sa meno di quanto non sappiano i personaggi.

### Distanza
Si possono raccontare eventi o parole (pronunciate o pensate). Il racconto di eventi non può raggiungere la mimesi perfetta, le azioni non saranno mai esattamente come quelle che sono o si immaginano avvenute nella realtà. La mimesi perfetta di un evento è possibile a teatro e non è concessa alla letteratura. A seconda di come impiega i cosiddetti “connotatori di mimesi” per creare l'“effetto di realtà”, lo scrittore può raggiungere un più o meno alto grado di illusione di mimesi. 
Il racconto di parole si esplica nel discorso riferito, trasposto e narrativizzato. Quello riferito rappresenta la mimesi perfetta, poiché il narratore cede la parola al personaggio, lo cita verbatim. In quello trasposto, che sia in stile indiretto subordinato o indiretto libero, non è sicuro se le parole siano del narratore o quelle realmente pronunciate dal personaggio. La distanza aumenta. Il discorso narrativizzato riduce il discorso di parole allo stesso di livello di qualsiasi altra azione descritta. La distanza aumenta ancora.

## Tempo
Il tempo riguarda la relazione temporale tra storia e racconto: sono da considerare l'ordine, la durata e la frequenza.

### Ordine
Gli eventi reali della storia si susseguono in ordine cronologico, ma la loro disposizione nel racconto può avere un ordine diverso. Possono esserci anacronie, ovvero dislocazioni rispetto all'ordine cronologico. Si tratta di analessi o prolessi, l'analessi è l'evocazione di un fatto anteriore al momento della storia in cui ci si trova. La prolessi è invece l'anticipazione di un fatto futuro.
Le analessi sono più frequenti.
Ogni anacronia ha una sua portata e una sua ampiezza. La portata aumenta quanto più l'evento narrato anacronicamente è lontano dal punto in cui esso s'innesta al racconto primo. L'ampiezza riguarda la durata di storia che copre.
Un'anacronia può essere esterna, interna o mista a seconda che la sua portata si situi al di fuori del racconto primo, all'interno di esso, o la sua portata si collochi prima del racconto primo e la sua ampiezza oltrepassi il momento dell'inizio del racconto primo.
Un'anacronia ha due funzioni, completiva e ripetitiva. L'analessi completiva ha valore esplicativo. L'analessi ripetitiva viene utilizzata per presentare un confronto fra due situazioni analoghe o per riportare all'attenzione del lettore un'informazione che era già stata data ma che ora assume un significato diverso alla luce di nuovi avvenimenti. La prolessi completiva è un'anticipazione, un preannuncio che crea aspettativa nel lettore. La prolessi ripetitiva è un'esca, seguirà un segmento che riproporrà lo stesso argomento, così sarà chiaro al lettore perché quella data informazione era stata fornita precedentemente.

### Durata
La durata della storia è la sua estensione temporale, la si può dedurre da date o riferimenti storici. Marchese definisce la durata del racconto come il rapporto ipotetico fra la lunghezza della comunicazione testuale e la lunghezza “reale” della storia. La isocronia tra le due potrebbe essere ottenibile solo sfruttando una forma dialogata. Il racconto ha una sua velocità, data dal rapporto tra la durata della storia e la lunghezza del testo. Il ritmo del testo è dato dall'insieme delle variazioni di velocità.
I movimenti narrativi sono, convenzionalmente, cinque e rappresentano i possibili rapporti tra tempo della storia e tempo del racconto:
1. la pausa è il momento in cui l'azione non procede. Il tempo del racconto è infinitamente maggiore del tempo della storia. La narrazione viene interrotta per lasciare spazio a digressioni descrittive o narrative, se il narratore è presente, le segnala
2. la scena è l'isocronia tra il tempo del racconto e il tempo della storia. Ciò che viene raccontato ha un'estensione temporale che è presumibilmente la stessa dell'evento narrato: prevalentemente, ma non esclusivamente, la scena si identifica con il dialogo o la conversazione tra personaggi. Questo è l'unico caso in cui tempo "reale" e durata narrativa vengono considerati uguali
3. il sommario è un racconto compendioso degli eventi. Il tempo del racconto è minore del tempo della storia. Il narratore riassume in una sintesi di poche righe eventi di durata anche molto ampia, che però non intende riportare per esteso perché poco significativi.
4. l'ellissi è l'eliminazione degli eventi intermedi tra un'azione e l'altra. Il tempo del racconto è infinitamente minore del tempo della storia. Il narratore tralascia porzioni più o meno ampie della storia, creando un "vuoto" nel racconto.
5. l'analisi, il caso opposto rispetto al sommario e all'ellissi Il narratore indugia nell'esporre le vicende, per esempio usando molte pagine per illustrare ciò che è accaduto in poche ore. La durata narrativa è maggiore del tempo della storia. L'effetto è creato per suspense, per analizzare una situazione o per descrivere sensazioni e emozioni.

### Frequenza
La frequenza è il rapporto tra il numero di volte in cui un evento accade e il numero di volte in cui questo stesso evento viene raccontato, ovvero tra il racconto singolativo e il racconto iterativo. Il racconto singolativo riguarda un'azione ben precisa accaduta in una determinata occasione, il racconto iterativo invece riguarda un'azione abituale, magari tipica del personaggio o quotidiana. Per questo generalmente il racconto singolativo tende ad essere una scena, mentre l'iterativo sommario.

## Metalessi narrativa o dell'autore
Esiste un tipo particolare di metalessi, detta precisamente metalessi narrativa o dell'autore, di cui Gérard Genette parla nel saggio Figure III, discorso del racconto. È un artificio letterario che si ha quando l'autore finge di operare egli stesso gli effetti che narra, come dire che l'autore "ha fatto morire" il personaggio, oppure un più generico: "mentre i nostri personaggi percorrono la loro strada per arrivare in città, noi spostiamoci ad osservare cosa sta facendo..." o per fare un esempio letterario, quando Dante Alighieri nell'VIII canto dell'Inferno, lasciando sdegnosamente Filippo Argenti, scrive: "Quivi il lasciammo, che più non ne narro".